# Antoine Kohn
Antoine Kohn (Città di Lussemburgo, 1º novembre 1933 – Città di Lussemburgo, 24 novembre 2012) è stato un allenatore di calcio e calciatore lussemburghese, di ruolo attaccante.

## Carriera
Da calciatore veste le maglie di Basilea e Twente, vincendo due Coppe di Germania consecutive con il Karlsruhe. Nelle due edizioni, il club elimina Stoccarda, Norimberga, Schalke 04 e Amburgo, Kohn segna il 3-1 nella finale della seconda coppa vinta. In Germania mantiene una solida media realizzativa, andando in doppia cifra il primo anno e sfiorando il titolo nel 1956, perso in rimonta nella finale col Borussia Dortmund 4-2 dopo aver vinto il proprio girone.
Il 6 aprile del 1952 debutta in nazionale in un'amichevole casalinga col Belgio persa 3-2. Il 20 settembre 1953, alla sua seconda partita internazionale, realizza il suo primo gol contro la Francia, match perso 6-1. Nonostante vada a segno per sette anni consecutivi in doppia cifra nella massima serie dei Paesi Bassi, dal 1957 al 1965 non è più convocato in nazionale, prima di disputare altre tre partite nel corso del 1965.
Si ritira nel 1968, dopo aver segnato più di 130 reti nei campionati nazionali, delle quali 104 nel solo campionato olandese.
Come allenatore si fa notare sulla panchina del Twente, facendo molto bene in Europa e in campionato: durante i suoi primi otto anni, arriva sei volte tra le prime quattro del torneo olandese (secondo nel 1974 dietro al Feyenoord per due punti) vincendo la Coppa dei Paesi Bassi nel 1977 e in Coppa UEFA elimina, tra le altre, Dinamo Tbilisi, Las Palmas, Ipswich Town, Dukla Praga, Juventus (battuta due volte) e Rangers: in Coppa UEFA Kohn è battuto dal Borussia M'gladbach sia nel 1973, in semifinale, sia due anni dopo, nella doppia finale, perdendo 5-1 in casa dopo aver pareggiato 0-0 in Germania.
In seguito allena Go Ahead e Club Bruges (Belgio), prima di essere richiamato dal Twente in zona retrocessione nel novembre 1982: non riesce a salvare la squadra dalla retrocessione. A fine anni ottanta entra nello staff tecnico dell'Ajax, che allenerà ad interim per qualche mese vincendo il campionato 1985. Tra il 1999 e il 2001 è osservatore per l'italiana Udinese.

## Palmarès

### Giocatore

#### Club
- Campionato lussemburghese: 2

Jeunesse d'Esch: 1950-1951, 1953-1954
- Coppa del Lussemburgo: 1

Jeunesse d'Esch: 1953-1954
- Coppa di Germania: 2

Karlsruhe: 1954-1955, 1955-1956

#### Individuale
- Capocannoniere della Coppa di Germania: 1

1954-1955 (? gol, a pari merito con Ernst Kunkel, Helmut Sadlowski, Dieter Seeler, Kurt Sommerlatt e Oswald Traub)

### Allenatore
- Coppa dei Paesi Bassi: 1

Twente: 1976-1977
- Campionato olandese: 1

Ajax: 1984-1985